# Cassville, Missouri
Cassville är administrativ huvudort i Barry County i Missouri. Orten har fått sitt namn efter Michiganterritoriets guvernör Lewis Cass.